# Sociopatie
Sociopatie je jedna z poruch osobnosti u člověka, která zapříčiňuje abnormální chování daného jedince vůči okolnímu prostředí. Tuto poruchu často způsobují špatné sociální vztahy, které jsou způsobeny například nepřizpůsobivostí či uvalením viny na okolí. Sociopatické chování lze vypozorovat např. v hrubém násilném vztahu ke zvířatům. Tyto projevy jsou nadále často opakované, včetně samotného sebezklamání. První známky sociopatie se mohou objevit již ve věku 12 let.
Současná psychologie ani medicína pojem sociopatie nepoužívá, nenajdeme jej ani v Mezinárodní klasifikaci nemocí Světové zdravotnické organizace.